# Lista de deputados estaduais da Paraíba da 14.ª legislatura
Esta é a lista de deputados estaduais da Paraíba para a legislatura 1999–2003. Nas eleições estaduais, foram eleitos 36 deputados estaduais.

## Composição das bancadas
| Partido | Líder               | Bancada | Posição  |
| ------- | ------------------- | ------- | -------- |
| PMDB    | Chica Motta         | 20 / 36 | Governo  |
| PFL     | José Lacerda Neto   | 5 / 36  | Governo  |
| PSDB    | Wilson Santiago     | 5 / 36  | Governo  |
| PT      | Ricardo Coutinho    | 3 / 36  | Oposição |
| PDT     | Vital do Rego Filho | 1 / 36  | Governo  |
| PSL     | Lúcia Braga         | 1 / 36  | Governo  |
| PV      | Sargento Dênis      | 1 / 36  | Oposição |

## Deputados Estaduais
Estavam em jogo 36 vagas na Assembleia Legislativa da Paraíba.
| Número | Deputados estaduais eleitos | Partido | Votação | Percentual | Cidade onde nasceu   | Unidade federativa |
| 15155  | Olenka Maranhão             | PMDB    | 43.740  | 3,41%      | João Pessoa          | Paraíba            |
| 15111  | Zenóbio Toscano             | PMDB    | 29.354  | 2,29%      | Guarabira            | Paraíba            |
| 15221  | Chica Motta                 | PMDB    | 29.022  | 2,26%      | Catolé do Rocha      | Paraíba            |
| 15211  | Robson Dutra                | PMDB    | 28.878  | 2,25%      | Campina Grande       | Paraíba            |
| 15105  | Nominando Diniz             | PMDB    | 28.198  | 2,2%       | Princesa Isabel      | Paraíba            |
| 13666  | Ricardo Coutinho            | PT      | 25.388  | 1,98%      | João Pessoa          | Paraíba            |
| 15220  | Tião Gomes                  | PMDB    | 23.771  | 1,85%      | Pombal               | Paraíba            |
| 15113  | Djaci Brasileiro            | PMDB    | 23.574  | 1,84%      | Igaracy              | Paraíba            |
| 45000  | Quintans                    | PSDB    | 22.473  | 1,75%      | Sumé                 | Paraíba            |
| 15199  | Gervásio Maia               | PMDB    | 22.344  | 1,74%      | Catolé do Rocha      | Paraíba            |
| 45600  | Wilson Santiago             | PSDB    | 22.080  | 1,72%      | Uiraúna              | Paraíba            |
| 15101  | Ruy Carneiro                | PMDB    | 20.767  | 1,62%      | Rio de Janeiro       | Rio de Janeiro     |
| 15152  | Iraê Lucena                 | PMDB    | 20.630  | 1,61%      | Rio de Janeiro       | Rio de Janeiro     |
| 12345  | Vital do Rego Filho         | PDT     | 19.921  | 1,55%      | Campina Grande       | Paraíba            |
| 15115  | Ariano Fernandes            | PMDB    | 19.661  | 1,53%      | João Pessoa          | Paraíba            |
| 17100  | Lúcia Braga                 | PSL     | 19.565  | 1,52%      | João Pessoa          | Paraíba            |
| 25110  | José Lacerda Neto           | PFL     | 19.365  | 1,51%      | São José de Piranhas | Paraíba            |
| 15200  | Pedro Medeiros              | PMDB    | 19.339  | 1,51%      | São João do Cariri   | Paraíba            |
| 15133  | Lindolfo Pires              | PMDB    | 18.345  | 1,43%      | Sousa                | Paraíba            |
| 15123  | Rômulo Gouveia              | PMDB    | 17.809  | 1,39%      | Campina Grande       | Paraíba            |
| 25200  | João Paulo                  | PFL     | 17.214  | 1,34%      | Campina Grande       | Paraíba            |
| 15117  | Estefânia Maroja            | PMDB    | 16.473  | 1,28%      | João Pessoa          | Paraíba            |
| 25123  | Ademir Morais               | PFL     | 16.339  | 1,27%      | Santa Luzia          | Paraíba            |
| 45200  | Valdecir Amorim             | PSDB    | 16.164  | 1,26%      | Teixeira             | Paraíba            |
| 15125  | Arthur Cunha Lima           | PMDB    | 15.915  | 1,24%      | Campina Grande       | Paraíba            |
| 15222  | Walter Brito                | PMDB    | 15.739  | 1,23%      | Campina Grande       | Paraíba            |
| 15144  | Carlos Mangueira            | PMDB    | 14.797  | 1,15%      | Rio de Janeiro       | Rio de Janeiro     |
| 12369  | João da Penha               | PMDB    | 14.655  | 1,14%      | João Pessoa          | Paraíba            |
| 25111  | Aércio Pereira              | PFL     | 14.148  | 1,1%       | Pombal               | Paraíba            |
| 11110  | Vituriano de Abreu          | PMDB    | 14.136  | 1,1%       | Cajazeiras           | Paraíba            |
| 45300  | Socorro Marques             | PSDB    | 13.930  | 1,09%      | Malta                | Paraíba            |
| 13333  | Frei Anastácio              | PT      | 13.508  | 1,05%      | Esperança            | Paraíba            |
| 45115  | João Fernandes              | PSDB    | 12.362  | 0,96%      | Boqueirão            | Paraíba            |
| 25500  | Zarinha                     | PFL     | 12.234  | 0,95%      | Cajazeiras           | Paraíba            |
| 43123  | Sargento Dênis              | PV      | 12.036  | 0,94%      | Recife               | Pernambuco         |
| 13110  | Luiz Couto                  | PT      | 11.849  | 0,92%      | Soledade             | Paraíba            |